# Flyende snabbt är livet, kort som en morgondröm
Flyende snabbt är livet, kort som en morgondröm är en sång med text av Johan Ludvig Appelberg från 1897. Musiken är skriven 1897 av H Sicklemore.

## Publicerad i
- Musik till Frälsningsarméns sångbok 1907 som nr 408.
- Frälsningsarméns sångbok 1929 som nr 502 under rubriken "Högtider och särskilda tillfällen - Årsskifte".
- Frälsningsarméns sångbok 1968 som nr 639 under rubriken "Speciella Sånger - Årsskifte".
- Frälsningsarméns sångbok 1990 som nr 744 under rubriken "Dagens och årets tider".